# Иваненко, Вячеслав Иванович
Вячеслав Иванович Иваненко (род. 3 марта 1961, Кемерово) — советский легкоатлет, который специализировался в спортивной ходьбе.
Заслуженный мастер спорта СССР (1988), чемпион олимпийских игр 1988 года в ходьбе на 50 километров с результатом 3:38.29 — это личный рекорд и лучший результат 1988 года в мире. Также этот результат занимает 20-е место в списке самых быстрых ходоков на этой дистанции за всю историю. Бронзовый призёр чемпионата мира 1987 и серебряный призёр чемпионата Европы 1986. Выступал за ВДФСО профсоюзов (Кемерово).
Тренировался у Подоплелова Юрия Васильевича.
На призы его имени в Кемерове проходят Всероссийские соревнования по ходьбе.